# Pueblo yugambeh
Los Yugambeh son un pueblo aborigen australiano del sureste de Queensland y los Northern Rivers de Nueva Gales del Sur, su territorio se encuentra entre el río Logan y el río Tweed. Se les conoce alternativamente como Minyungbal. Un término para un aborigen de la tribu Yugambeh es Mibunn (también escrito como Miban/Mibanj, Mibin, Mibiny, Mebbon, Meebin), que se deriva de la palabra para el Águila de cola de cuña. Históricamente, algunos antropólogos se han referido erróneamente a ellos como los Chepara (también escrito como Chipara, Tjapera), el término para un iniciado de primer grado.  La evidencia arqueológica indica que los aborígenes han ocupado el área durante decenas de miles de años. Cuando comenzó la colonización europea, los Yugambeh tenían una compleja red de grupos, y parentesco. El territorio de Yugambeh se subdivide entre grupos de clanes y cada uno ocupa una localidad designada, cada clan tiene ciertos derechos y responsabilidades en relación con sus respectivas áreas.
Los europeos llegaron a su proximidad en la década de 1820, antes de ingresar formalmente al territorio de Yugambeh hacia 1842. Su llegada desplazó a los grupos Yugambeh, y el conflicto entre ambos lados pronto siguió a lo largo de la década de 1850/60. En el siglo XX, estaban siendo forzados a misiones. y reservas a pesar de la resistencia local. Otras personas yugambeh encontraron refugio en las montañas o consiguieron empleo entre los europeos. La última de las misiones / reservas en el área cerró en 1948 y 1951, aunque la gente siguió ocupándolos. A lo largo de los años 70 y 90, Yugambeh fundó organizaciones y negocios en cultura / idioma, vivienda y atención comunitaria, preservación de la vida silvestre y la tierra, y turismo. Se estima que había entre 1.500 y 2.000 aborígenes en las cuencas hidrográficas de Logan, Albert, Coomera y Nerang antes de la década de 1850. El censo australiano de 2016 registra 12,315 aborígenes en las cuatro áreas del gobierno local, una parte de estos son pueblos aborígenes no Yugambeh que se han trasladado a la zona por motivos de trabajo, o como resultado de expulsiones forzosas.